# Die Verschwörung (Raumschiff Enterprise – Das nächste Jahrhundert)
Die Verschwörung (Originaltitel: Conspiracy) ist die 25. Episode der ersten Staffel der US-amerikanischen Science-Fiction-Fernsehserie Raumschiff Enterprise – Das nächste Jahrhundert. Sie wurde in den Vereinigten Staaten über Syndication vermarktet und erstmals am 9. Mai 1988 auf verschiedenen Fernsehsendern ausgestrahlt. In Deutschland war sie zum ersten Mal am 23. März 1991 in einer synchronisierten Fassung im ZDF zu sehen.

## Handlung
Im Jahr 2364 bei Sternzeit 41775.5 ist die Enterprise unterwegs zum Planeten Pacifica, als eine streng vertrauliche Übertragung an Captain Picard eintrifft. Sie stammt von seinem alten Freund Walker Keel, dem Captain der USS Horatio. Keel will sein Anliegen über Funk nicht näher ausführen und bittet Picard um ein sofortiges persönliches Treffen auf der verlassenen Bergbaukolonie Dytallix B. Picard lässt einen Kurs setzen und beamt allein auf die Planetenoberfläche. Dort trifft er mit Keel und den Captains Rixx und Tryla Scott zusammen. Sie legen zunächst großen Wert darauf, dass sie es auch wirklich mit Picard zu tun haben. Schließlich erklärt Keel, worum es geht: Er und seine Mitstreiter befürchten, dass es eine großangelegte Verschwörung gibt, die bis in die höchsten Ebenen der Sternenflotte reicht. Bislang gibt es nur vage Hinweise darauf: ungewöhnliche und unsinnige Befehle, einige mysteriöse Todesfälle, und Offiziere, deren Verhalten sich plötzlich radikal verändert hat, darunter auch Keels erster Offizier.
Picard ist nicht sehr überzeugt, doch er verspricht, wachsam zu bleiben. Zurück auf der Enterprise lässt er seinen zweiten Offizier Data sämtliche Befehle des Sternenflottenkommandos aus den letzten sechs Monaten analysieren. Während das Schiff seine Reise nach Pacifica fortsetzt, stößt es plötzlich auf ein Trümmerfeld. Sicherheitschef Worf identifiziert es als die zerstörte Horatio. Data hat wenig später seine Analyse abgeschlossen und teilt Picard mit, dass es auf mehreren Sternenbasen zu ungewöhnlichen Versetzungen gekommen ist, die hauptsächlich die Kommandoebene betreffen. Die neuen Offiziere standen zuvor alle in engem Kontakt mit dem Oberkommando der Sternenflotte. Offenbar versucht jemand, auf diese Weise bestimmte Schlüsselsektoren im Föderationsraum zu kontrollieren.
Picard beschließt, diese Sache genauer zu untersuchen und lässt Kurs auf die Erde setzen. Die drei Admiräle Savar, Aaron und Quinn begrüßen Picard und laden ihn zu einem Abendessen ein, wo er ihnen den Grund für die unerwartete Ankunft der Enterprise nennen soll. Quinn nutzt die Wartezeit für einen kurzen Besuch auf der Enterprise. Picard schöpft kurzzeitig neue Hoffnung, denn Quinn hatte ihn bereits vor einiger Zeit auf seltsame Vorgänge aufmerksam gemacht und Picard sieht in ihm einen möglichen Verbündeten. Als Quinn jedoch an Bord beamt, muss Picard feststellen, dass sich der Admiral völlig verändert hat. Er befiehlt seinem ersten Offizier Riker, Quinn zu überwachen und einen Vorwand für eine medizinische Untersuchung zu finden. Picard beamt ins Hauptquartier der Sternenflotte und Riker geleitet Quinn derweil in ein Quartier. Dort möchte Quinn ihm eine interessante Entdeckung zeigen. Er öffnet einen Koffer und darin kommt ein skorpionartiges Lebewesen zum Vorschein, das laut Quinn erst kürzlich auf einem bisher unerforschten Planeten entdeckt wurde. Riker will es dem Wissenschaftsoffizier übergeben, doch Quinn besteht darauf, dass das Wesen nur für ihn bestimmt ist, und hält ihn mit scheinbar übermenschlichen Kräften am Arm fest. Riker kann noch die Sicherheit verständigen, wird dann aber von Quinn bewusstlos geschlagen. Nach einem Kampf gegen Sicherheitschef Worf und Lieutenant La Forge wird Quinn schließlich von Schiffsärztin Beverly Crusher mit einem Phaser betäubt. Sie untersucht ihn und stellt fest, dass es sich tatsächlich um Admiral Quinn handelt, doch ein parasitäres Lebewesen ist in ihn eingedrungen und kontrolliert seine Gehirnfunktionen. Von außen ist es nur durch eine kleine Kieme erkennbar, die aus dem Nacken des Befallenen herausragt.
Picard wird im Hauptquartier von Savar und Aaron sowie von Lieutenant Commander Dexter Remmick erwartet. Die Admiräle versuchen, seine Bedenken zu zerstreuen, doch das macht ihn nur noch misstrauischer. Sie wissen von der erst kürzlich erfolgten Zerstörung der Horatio und erklären sie mit der Nachlässigkeit Walker Keels. Schließlich ist das Essen angerichtet. Picard muss angewidert feststellen, dass es nur aus Insektenlarven besteht. Ihm ist nun völlig klar, dass die Admiräle übernommen wurden und Teil der Verschwörung sind. Er wendet sich zum Gehen, als plötzlich Riker eintritt. Der spricht die Admiräle direkt an und es scheint, als sei auch er von einem Wesen übernommen worden. Die Admiräle sind zunächst misstrauisch, doch Aaron findet schließlich eine Kieme an Rikers Nacken. Sie offenbaren Picard nun, dass sie die ganze Zeit über seine Absichten Bescheid wussten, und präsentieren ihm Captain Scott, die zwischenzeitlich übernommen wurde und sie über das Treffen auf Dytallix B informiert hat.
Riker will scheinbar am Mahl teilnehmen, doch plötzlich zieht er einen Phaser und mit Picards Hilfe gelingt es ihm, alle Anwesenden zu betäuben. Die Parasiten verlassen daraufhin ihre Wirte und krabbeln auf einen anderen Raum zu. Als Picard und Riker ihn betreten, finden sie dort Remmick in einem Sessel sitzend vor. Einer der Parasiten krabbelt ihm in den Mund und er schluckt ihn herunter. Remmick richtet sich auf und will Picard und Riker versichern, dass keine Gefahr bestünde und die Wesen eine „friedliche Koexistenz“ anstrebten. Die beiden wollen Remmick zurückhalten und schießen auf ihn, doch die Phaser haben nur eine minimale Wirkung. Mit erhöhter Intensität schießen sie erneut, bis schließlich Remmicks Kopf explodiert. Daraufhin bricht sein Brustkorb auf und ein deutlich größeres Wesen, offenbar die Mutterkreatur der Parasiten, kommt daraus hervor. Durch einen erneuten Schuss wird sie schließlich getötet.
Zurück auf der Enterprise enthüllt Riker, dass es Dr. Crushers Idee war, ihm eine falsche Kieme anzukleben. Die verbliebenen Parasiten sind ohne ihre Mutter nicht überlebensfähig und sterben nun rasch. Die befallenen Offiziere werden sich bald wieder erholt haben. Data findet allerdings heraus, dass es Remmick noch gelungen ist, ein Signal in einen unerforschten Teil der Milchstraße zu senden. Offenbar wollten die Wesen ihre Heimat vor der Menschheit warnen.

## Verbindungen zu anderen Star-Trek-Produktionen
Einige Elemente aus dieser Folge wurden in späteren Star-Trek-Produktionen wieder aufgegriffen:
- Captain Rixx ist der erste Bolianer, der in einer Star-Trek-Produktion zu sehen ist. Weitere Bolianer sind später als Nebendarsteller und Statisten in zahlreichen Folgen mehrerer Serien und in vier Spielfilmen zu sehen.
- Der Planet Pacifica kommt noch einmal in Folge 2.19 (Andere Sterne, andere Sitten) von Raumschiff Enterprise – Das nächste Jahrhundert aus dem Jahr 1989 vor.
- Zwei Szenen aus Die Verschwörung wurden in der als Clipshow konzipierten Folge 2.22 (Kraft der Träume) von Raumschiff Enterprise – Das nächste Jahrhundert aus dem Jahr 1989 wiederverwendet.
- In Folge 4.21 (Das Standgericht) von Raumschiff Enterprise – Das nächste Jahrhundert aus dem Jahr 1991 werden die Ereignisse aus Die Verschwörung erwähnt.
- In Folge 3.05 (Spiegelbilder) der animierten Serie Star Trek: Lower Decks von 2022 werden die Parasiten aus Die Verschwörung erwähnt.

## Produktion

### Drehbuch
Die Verschwörung setzt einen Handlungsstrang aus Folge 1.19 (Prüfungen) fort.
Der ursprüngliche Drehbuchentwurf von Tracy Tormé orientierte sich an Sieben Tage im Mai und sah vor, dass die Verschwörung von Sternenflottenoffizieren ausgeht und hochrangige Offiziere vermuten, dass etwas nicht stimmt, ohne außerirdische Invasoren mit einzubeziehen. Star-Trek-Schöpfer Gene Roddenberry lehnte dies aber ab, da ein solches Verhalten nicht seiner Vorstellung von den Angehörigen der Sternenflotte entsprach. Die Geschichte wurde daher abgeändert, sodass nun außerirdische Infiltratoren für die Verschwörung verantwortlich waren.
Tracy Tormés überarbeitete Fassung sah vor, dass die Parasiten am Ende der Folge eindeutig besiegt sein sollten. Es wurde aber noch eine Szene ergänzt, in der es den Wesen gelingt, einen Funkruf abzusetzen. Dadurch sollte die Möglichkeit zu einer Fortsetzung offen gehalten werden. Frühe Pläne für die zweite Staffel der Serie sahen vor, dass Die Verschwörung die Grundlage für die Einführung der Borg bilden sollte, die ursprünglich als insektenartige Wesen konzipiert waren. Diese Verbindung wurde jedoch schnell wieder verworfen und die Borg wurden stattdessen als humanoide Wesen dargestellt.

### Darsteller
Die Hauptfigur Wesley Crusher (Wil Wheaton) hat in dieser Folge keinen Auftritt.
Jonathan Frakes wollte sich als Schauspieler beweisen und aß tatsächlich eine der Maden lebend. Diese Szene wurde in der TV-Fassung nicht gezeigt.
Ward Costello und Robert Schenkkan spielten bereits in Folge 1.19 (Prüfungen) von Raumschiff Enterprise – Das nächste Jahrhundert Gregory Quinn und Dexter Remmick.
Henry Darrow, Darsteller von Admiral Savar, spielte auch Kolopak in zwei Folgen von Star Trek: Raumschiff Voyager.
Ray Reinhardt, Darsteller von Admiral Aaron, spielte auch Tolen Ren in Folge 1.08 (Die Augen des Toten) von Star Trek: Raumschiff Voyager.
Michael Berryman, Darsteller von Captain Rixx, spielte auch einen Nachrichtenoffizier im Spielfilm Star Trek IV: Zurück in die Gegenwart.

### Kulissen
Bei den Außenaufnahmen des Hauptquartiers der Sternenflotte handelt es sich vollständig um wiederverwendetes Material aus dem Spielfilm Star Trek IV: Zurück in die Gegenwart.

### Requisiten

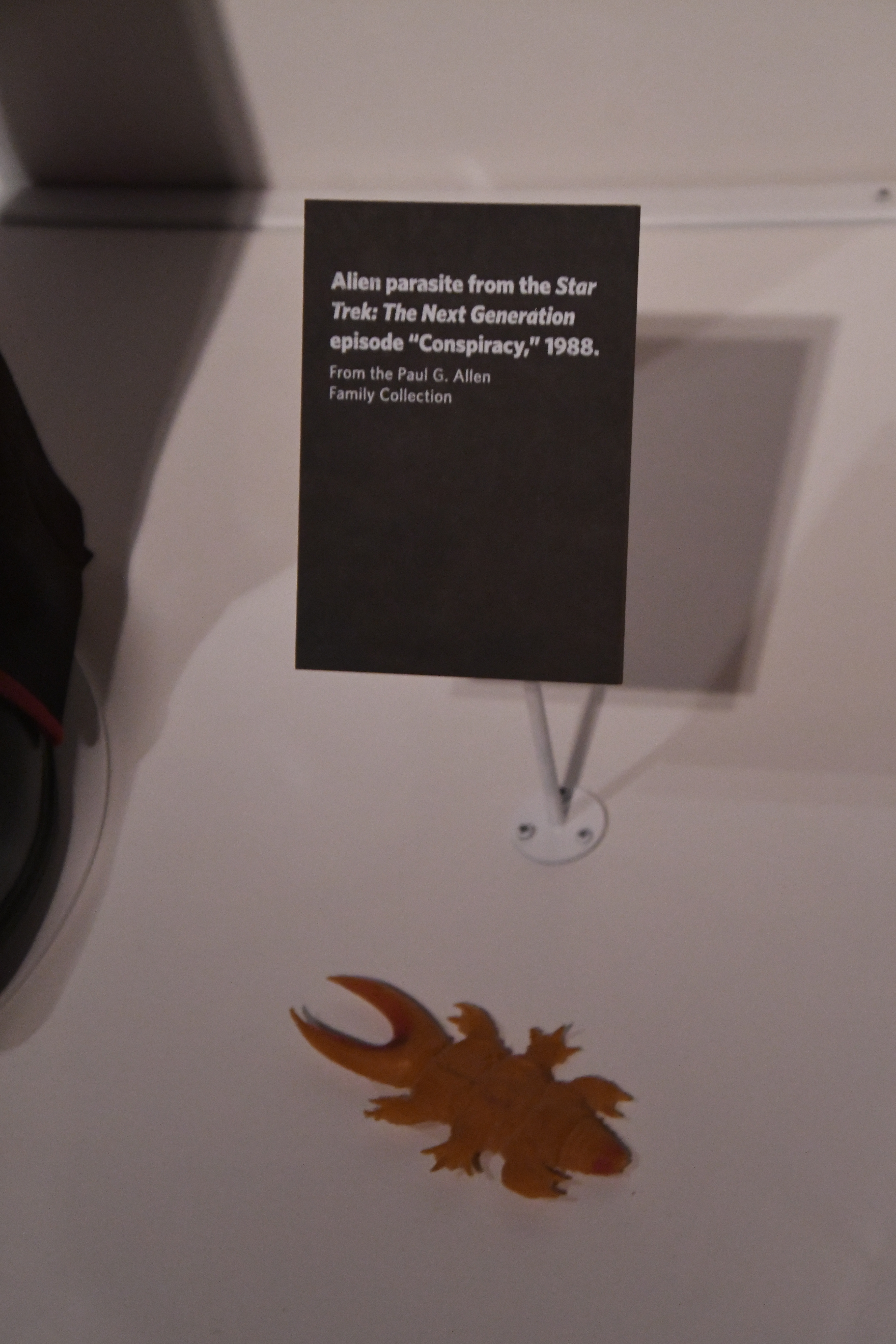
Modell eines außerirdischen Parasiten aus Die Verschwörung

Die außerirdischen Parasiten wurden von Andrew Probert entworfen. Die Mutterkreatur wurde von der Firma Makeup & Effects Laboratories nach einem Entwurf von Rick Sternbach gefertigt.

### Schnitt
Die Szene, in der Remmick und die ihn kontrollierende Mutterkreatur getötet werden, wurde in mehreren Ländern für die TV-Version entschärft, darunter in Deutschland und im Vereinigten Königreich. Die Szene wurde in der Folge Kraft der Träume wiederverwendet, blieb hier aber in der deutschen TV-Fassung ungekürzt. Auch auf sämtlichen VHS- und DVD-Fassungen von Die Verschwörung ist sie in voller Länge enthalten. Seit die Remastered-Version für Fernsehausstrahlungen verwendet wird, ist die Szene auch im deutschen Fernsehen in voller Länge zu sehen.

## Rezeption
Die Folge wurde 1988 mit einem Primetime Emmy Award in der Kategorie „Beste Leistung im Make-up für eine Serie“ ausgezeichnet.
Keith DeCandido bewertete Die Verschwörung 2011 auf tor.com als eine eher durchschnittliche Folge, die leider hinter ihrem Potenzial zurückbleibe. Ihm gefiel, dass man sich hier an einer Geschichte versuchte, die stark durch Action und Horror geprägt war. Auch die Vorbereitung dieser Geschichte in einer früheren Folge hielt er für eine gute Idee. Die konkrete Umsetzung weist laut DeCandido jedoch erhebliche Schwächen auf. So kritisierte er, dass zwar viel über eine große Bedrohung für die Sternenflotte und die Föderation geredet wird, sich aber nie das Gefühl einer tatsächlichen Bedrohung einstellt. Die drei Admiräle wirkten auf ihn eher langweilig bis komisch, aber nicht bedrohlich.
Scott Thill bewertete Die Verschwörung 2012 auf wired.com als eine der besten Folgen von Raumschiff Enterprise – Das nächste Jahrhundert.
Aaron Couch und Graeme McMillan erstellten 2016 anlässlich des 50-jährigen Jubiläums von Star Trek in Zusammenarbeit mit verschiedenen Beteiligten aus dem Franchise für den Hollywood Reporter eine Liste der 100 besten bis dahin ausgestrahlten Folgen. Die Verschwörung wurde hierbei auf Platz 99 gewählt.
Aaron Couch und Graeme McMillan erstellten 2016 für den Hollywood Reporter eine Liste der 25 besten Folgen von Raumschiff Enterprise – Das nächste Jahrhundert. Die Verschwörung landete dabei auf Platz 25.
James Whitbrook führte Die Verschwörung 2017 auf gizmodo.com in einer Liste der 15 sonderbarsten Folgen von Raumschiff Enterprise – Das nächste Jahrhundert auf Platz 2.
Sven Harey zählte Die Verschwörung 2017 auf der Website Den of Geek als eine der 25 besten Folgen der Serie Raumschiff Enterprise – Das nächste Jahrhundert.
Die Website Heroes & Icons führte Die Verschwörung 2017 als eine der gruseligsten Episoden von Star Trek.
Guy Desmarais führte Die Verschwörung 2018 auf thegamer.com in einer Liste der 25 gruseligsten Star-Trek-Folgen auf Platz 18.
Mike Bloom zählte Die Verschwörung 2019 auf der Website hollywoodreporter.com als eine der 25 besten Folgen von Raumschiff Enterprise – Das nächste Jahrhundert.
Kevin Wong zählte Die Verschwörung 2020 auf der Website gamespot.com zu den elf absonderlichsten Momenten von Raumschiff Enterprise – Das nächste Jahrhundert.
Adam Clery führte Die Verschwörung 2020 auf whatculture.com in einer Liste der zehn gruseligsten Star-Trek-Folgen auf Platz 8.
Juliette Harrisson führte Die Verschwörung 2020 auf der Website Den of Geek in einer Liste der gruseligsten Star-Trek-Episoden auf Platz 20.
Jake Dee führte Die Verschwörung 2021 auf screenrant.com in einer Liste der gruseligsten Star-Trek-Episoden auf Platz 3.
Stephanie Roehler erstellte 2021 für screenrant.com eine Liste der 20 besten Folgen von Raumschiff Enterprise – Das nächste Jahrhundert. Die Verschwörung landete dabei auf Platz 20.
Anthony Vieira führte Die Verschwörung 2021 auf der Website collider.com in einer Liste der 25 besten Folgen von Raumschiff Enterprise – Das nächste Jahrhundert auf Platz 25.
Derek Draven führte Die Verschwörung 2020 auf screenrant.com in einer Liste der 10 furchteinflößendsten Folgen von Raumschiff Enterprise – Das nächste Jahrhundert auf Platz 4.